# Pangkalan (Rawas Ulu)
Pangkalan is een bestuurslaag in het regentschap Musi Rawas van de provincie Zuid-Sumatra, Indonesië. Pangkalan telt 1731 inwoners (volkstelling 2010).